# Bembidion
Bembidion is een geslacht van kevers uit de familie van de loopkevers (Carabidae). De wetenschappelijke naam van het geslacht werd in 1802 voorgesteld door Pierre André Latreille.

## Soorten
Deze lijst van 1235 soorten is mogelijk niet compleet.
- B. abbreviatum (Solsky, 1874)
- B. abchanicum (Muller-Motzfeld, 1989)
- B. abdelkrimi (Netolitzky, 1926)
- B. abeille (Bedel, 1879)
- B. aberdarense (Alluaud, 1939)
- B. abnormale (Jedlicka, 1965)
- B. acticola (Casey, 1884)
- B. actuarium (Broun, 1903)
- B. acutifrons (LeConte, 1879)
- B. achipungi (Moret & Toledano, 2002)
- B. adductum (Casey, 1918)
- B. admirandum (Sharp, 1903)
- B. advena (Sharp, 1903)
- B. adygorum (Belousov & Sokolov, 1996)
- B. aegrum (Erwin, 1982)
- B. aegyptiacum (Dejean, 1831)
- B. aeneicolle (LeConte, 1848)
- B. aeneipes (Bates, 1883)
- B. aeneum (Germar, 1824) – Bronzen priemkever
- B. aenulum (Hayward, 1901)
- B. aeruginosum (Gebler, 1833)
- B. aethiopicum (Raffray, 1885)
- B. aetolicum (Apfelbeck, 1901)
- B. affine (Say, 1823)
- B. afghanistanicum (Jedlička, 1967)
- B. agonoides (Vigna-Taglianti & Toledano, 2008)
- B. ainu (Habu & Baba, 1968)
- B. ajmonis (Netolitzky, 1935)
- B. alaf (Britton, 1948)
- B. alaskense (Lindroth, 1962)
- B. algidum (Andrewes, 1935)
- B. aliense (Habu, 1973)
- B. alikhelicum (Kirschenhofer, 1989)
- B. almum (J.R. Sahlberg, 1900)
- B. alpineanum (Casey, 1924)
- B. alsium (Coquerel, 1866)
- B. altaicum (Gebler, 1833)
- B. altestriatum (Netolitzky, 1934)
- B. alticola (A. Fiori, 1903)
- B. altipeta (Alluaud, 1917)
- B. allegroi (Toledano, 2008)
- B. amaurum (Bates, 1883)
- B. ambiguum (Dejean, 1831)
- B. americanum (Dejean, 1831)
- B. amnicola (J.R. Sahlberg, 1900)
- B. amoenum (R.F. Sahlberg, 1844)
- B. ampliceps (Casey, 1918)
- B. amurense (Motschulsky, 1859)
- B. ancash (Toledano, 2008)
- B. anchonoderus (Bates, 1878)
- B. andinum (Bates, 1891)
- B. andreae (Fabricius, 1787)
- B. andrewesi (Jedlička, 1932)
- B. angelieri (Bonniard De Saludo, 1970)
- B. angulicolle (Putzeys, 1878)
- B. anguliferum (LeConte, 1852)
- B. antarcticum (Fairmaire, 1889)
- B. antennarium (Morvan, 1972)
- B. anthracinum (Germain, 1906)
- B. antiquum (Dejean, 1831)
- B. antoinei (Puel, 1935)
- B. apicale (Ménétries, 1832)
- B. approximatum (LeConte, 1852)
- B. aquilum (Andrewes, 1924)
- B. aratum (LeConte, 1852)
- B. arcticum (Lindroth, 1963)
- B. arenobile (Maddison, 2008)
- B. argaeicola (Ganglbauer, 1905)
- B. argenteolum (Ahrens, 1812) – Zilveren priemkever
- B. aricense (Jeannel, 1962)
- B. arizonae (Lindroth, 1963)
- B. armeniacum (Chaudoir, 1846)
- B. armuelles (Erwin, 1982)
- B. articulatoides (Jedlička, 1932)
- B. articulatum (Panzer, 1796) – Vlekpriemkever
- B. ascendens (K. Daniel, 1902)
- B. asiaeminoris (Netolitzky, 1935)
- B. asiaticum (Jedlička, 1965)
- B. aspericolle (Germar, 1829)
- B. assalemi (Jedlička, 1968)
- B. assimile (Gyllenhaal, 1810) – Ribbelkoppriemkever
- B. astrabadense (Mannerheim, 1844)
- B. ateradustum (Liebherr, 2008)
- B. atillense (Toledano, 2008)
- B. atlanticum (Wollaston, 1854)
- B. atomarium (Sharp, 1903)
- B. atripes (Motschulsky, 1844)
- B. atrocaeruleum (Stephens, 1828) – Blauwe priemkever
- B. atrox (Andrewes, 1935)
- B. atrum (Germain, 1906)
- B. aubei (Solier, 1849)
- B. auratum (Perkins, 1917)
- B. aureofuscum (Bates, 1883)
- B. auxiliator (Casey, 1924)
- B. avaricum (Belousov & Sokolov, 1988)
- B. avidum (Casey, 1918)
- B. axillare (Motschulsky, 1844)
- B. azuayi (Moret & Toledano, 2002)
- B. azurescens (Dalla Torre, 1877)
- B. babaulti (Andrewes, 1924)
- B. bactrianum (K. Daniel, 1902)
- B. badakshanicum (Mikhailov, 1988)
- B. baehri (Toledano, 2000)
- B. baghlanicum (Kirschenhofer, 1989)
- B. baicalicum (Motschulsky, 1844)
- B. balcanicum (Apfelbeck, 1899)
- B. balli (Lindroth, 1962)
- B. bandotaro (Morita, 1991)
- B. barkamense (Toledano, 1998)
- B. barrense (Erwin, 1982)
- B. basicorne (Notman, 1920)
- B. basiplagiatoides (Toledano, 2008)
- B. basiplagiatum (Putzeys, 1878)
- B. basistriatum (Fairmaire, 1893)
- B. bedelianum (Netolitzky, 1918)
- B. beesoni (Andrewes, 1933)
- B. beloborodovi (Belousov & Mikhailov, 1990)
- B. belousovi (Toledano, 2000)
- B. bellorum (Maddison, 2008)
- B. bibliani (Moret & Toledano, 2002)
- B. bicolor (Bonniard De Saludo, 1970)
- B. bifossulatum (LeConte, 1852)
- B. biguttatum (Fabricius, 1779) – Tweevlekpriemkever
- B. bimaculatum (Kirby, 1837)
- B. bipunctatum (Linnaeus, 1761) – Tweepuntpriemkever
- B. birulai (Poppius, 1910)
- B. bisulcatum (Chaudoir, 1844)
- B. blackburni (Csiki, 1928)
- B. blandulum (Netolitzky, 1910)
- B. bodenheimeri (Netolitzky, 1935)
- B. bolivari (Moret & Toledano, 2002)
- B. bolsoni (Toledano, 2002)
- B. bonariense (Boheman, 1858)
- B. bonniardae (Toledano, 2002)
- B. bordoni (Toledano, 2008)
- B. botezati (Netolitzky, 1922)
- B. bowditchii (LeConte, 1878)
- B. boyaca (Toledano, 2008)
- B. bracculatum (Bates, 1889)
- B. brachythorax (Lindroth, 1963)
- B. brancuccii (Toledano, 2000)
- B. breve (Motschulsky, 1845)
- B. brevistriatum (Hayward, 1897)
- B. brittoni (Fassati, 1955)
- B. brullei (Gemminger & Harold, 1868)
- B. brunnicorne (Dejean, 1831)
- B. bruxellense (Wesmael, 1835) – Veenpriemkever
- B. bualei (Jacquelin du Val, 1852)
- B. bucephalum (Netolitzky, 1920)
- B. bugnioni (K. Daniel, 1902)
- B. bulgani (Jedlička, 1968)
- B. bulirschianum (Toledano & Schmidt, 2008)
- B. buxtoni (Basilewsky, 1953)
- B. californicum (Hayward, 1897)
- B. caligatum (Jeanne & Muller-Motzfeld, 1982)
- B. calverti (Germain, 1906)
- B. callacalla (Toledano, 2008)
- B. callens (Casey, 1918)
- B. callipeplum (Bates, 1878)
- B. callosum (Kuster, 1847)
- B. camposi (Moret & Toledano, 2002)
- B. canadianum (Casey, 1924)
- B. cantalicum (Fauvel, 1882)
- B. caoduroi (Toledano, 2008)
- B. capito (J. Muller, 1918)
- B. caporiaccoi (Netolitzky, 1935)
- B. captivorum (Netolitzky, 1943)
- B. caricum (J.R. Sahlberg, 1908)
- B. carinatum (LeConte, 1852)
- B. carinula (Chaudoir, 1868)
- B. carnifex (Netolitzky, 1922)
- B. carolinense (Casey, 1924)
- B. carreli (Moret & Toledano, 2002)
- B. cassinense (Roig-Junient & Gianuca, 2001)
- B. castaneipenne (Jacquelin du Val, 1852)
- B. castor (Lindroth, 1963)
- B. castum (Casey, 1918)
- B. catharinae (Netolitzky, 1943)
- B. caucasicum (Motschulsky, 1844)
- B. cavazzutii (Toledano & Schmidt, 2008)
- B. cayambense (Bates, 1891)
- B. cekalovici (Jeannel, 1962)
- B. cekalovicianum (Toledano, 2002)
- B. celisi (Basilewsky, 1955)
- B. cillenoides (Jensen-haarup, 1910)
- B. cimmerium (Andrewes, 1922)
- B. circassicum (Reitter, 1890)
- B. cirtense (Netolitzky, 1914)
- B. citulum (Casey, 1918)
- B. ciudadense (Bates, 1891)
- B. clarkii (Dawson, 1849)
- B. clarum (Andrewes, 1923)
- B. clemens (Casey, 1918)
- B. cnemidotum (Bates, 1883)
- B. cocuyanum (Toledano, 2008)
- B. coecum (Sharp, 1903)
- B. coelestinum (Motschulsky, 1844)
- B. coeruleum (Audinet-Serville, 1821)
- B. cognatum (Dejean, 1831)
- B. colombianum (Toledano, 2008)
- B. coloradense (Hayward, 1897)
- B. colvillense (Lindroth, 1965)
- B. collutum (Bates, 1873)
- B. combustum (Ménétries, 1832)
- B. commissum (Erichson, 1847)
- B. commotum (Casey, 1918)
- B. compactum (Andrewes, 1922)
- B. complanatum (Heer, 1837)
- B. complanulum (Mannerheim, 1853)
- B. compressum (Lindroth, 1963)
- B. concoeruleum (Netolitzky, 1943)
- B. concolor (Kirby, 1837)
- B. concretum (Casey, 1918)
- B. conforme (Motschnlsky, 1844)
- B. confusum (Hayward, 1897)
- B. conicolle (Motschulsky, 1844)
- B. connivens (LeConte, 1852)
- B. consimile (Hayward, 1897)
- B. conspersum (Chaudoir, 1868)
- B. constricticolle (Hayward, 1897)
- B. constrictum (LeConte, 1848)
- B. consuetum (Casey, 1918)
- B. consummatum (Bates, 1873)
- B. contractum (Say, 1823)
- B. convergens (C.Berg, 1883)
- B. convexiusculum (Motschulsky, 1844)
- B. convexulum (Hayward, 1897)
- B. cooteri (Toledano & Schmidt, 2008)
- B. cordatum (LeConte, 1848)
- B. cordicolle (Jacquelin da Val, 1852)
- B. cordillerae (Steinheil, 1869)
- B. coreanum (Jedlička, 1946)
- B. corsicum (Csiki, 1928)
- B. cortes (Erwin, 1982)
- B. corticarium (Sharp, 1903)
- B. cotopaxi (Moret & Toledano, 2002)
- B. coxendix (Say, 1823)
- B. crassicorne (Putzeys, 1872)
- B. crenulatum (R.F. Sahlberg, 1844)
- B. crotchii (Wollaston, 1864)
- B. cruciatum (Dejean, 1831)
- B. csikii (Jedlička, 1932)
- B. cubanum (Darlington, 1937)
- B. culminicola (Piochard de la Brulerie, 1876)
- B. cumanum (Lutshnik, 1938)
- B. cupido (Andrewes, 1935)
- B. cupreolum (Solsky, 1874)
- B. cupreostriatum (Germain, 1906)
- B. curtulatum (Casey, 1918)
- B. cyaneum (Chaudoir, 1846)
- B. cyclodes (Bates, 1884)
- B. cymindulum (Andrewes, 1930)
- B. chakrata (Andrewes, 1935)
- B. chalceipes (Bates, 1878)
- B. chalceum (Dejean, 1831)
- B. chalcodes (Andrewes, 1935)
- B. championi (Bates, 1882)
- B. charile (Bates, 1867)
- B. charon (Andrewes, 1926)
- B. chaudoirianum (Csiki, 1928)
- B. chaudoirii (Chaudoir, 1850)
- B. chilense (Solier, 1849)
- B. chilesi (Moret & Toledano, 2002)
- B. chimborazonum (Bates, 1891)
- B. chinense (Csiki, 1901)
- B. chintimini (Erwin & Kavanaugh, 1981)
- B. chiriqui (Erwin, 1982)
- B. chloreum (Bates, 1873)
- B. chloropus (Bates, 1883)
- B. chlorostictum (Reed, 1874)
- B. dabashanicum (Toledano, 2010)
- B. daccordii (Toledano, 2005)
- B. dagestanum (Jedlička, 1962)
- B. daisetsuzanum (Habu, 1958)
- B. daliangi (Toledano, 2000)
- B. dalmatinum (Dejean, 1831)
- B. dannieae (Perrault, 1982)
- B. darlingtoni (Mutchler, 1934)
- B. darlingtonicum (Jedlička, 1951)
- B. dauricum (Motschulsky, 1844)
- B. davaai (Jedlička, 1968)
- B. daviacum (Jedlička, 1970)
- B. davidi (Schuler, 1956)
- B. davidsoni (Moret & Toledano, 2002)
- B. daxuense (Toledano, 1998)
- B. debiliceps (Casey, 1918)
- B. decolor (Apfelbeck, 1911)
- B. decorum (Zenker, 1799) – Sierlijke priemkever
- B. degeense (Toledano & Schmidt, 2008)
- B. dehiscens (Broun, 1893)
- B. dejectum (Casey, 1884)
- B. delamarei (Jeannel, 1962)
- B. delerei (Fassati, 1957)
- B. deletum (Audinet-Serville, 1821) – Bospriemkever
- B. deliae (Morvan, 1973)
- B. demartini (Neri & Gudenzi, 2011)
- B. demidenkoae (Dudko, 1999)
- B. dentelloides (Netolitzky, 1943)
- B. dentellum (Thunberg, 1787) – Getande priemkever
- B. deplanatum (A. Morawitz, 1862)
- B. depressiusculum (Motschulsky, 1850)
- B. depressum (Ménétries, 1832)
- B. derbesi (Solier, 1849)
- B. derelictum (Alluaud, 1926)
- B. diabola (Erwin, 1982)
- B. dicksoniae (Wollaston, 1877)
- B. dieckmanni (Fassati, 1957)
- B. difficile (Motschulsky, 1844)
- B. difforme (Motschulsky, 1844)
- B. diligens (Casey, 1918)
- B. dilutipenne (Solsky, 1874)
- B. dimidiatum (Ménétries, 1832)
- B. discoideum (Brulle, 1843)
- B. discordans (Netolitzky, 1935)
- B. disjunctum (Lindroth, 1963)
- B. distinguendum (Jacquelin du Val, 1852)
- B. dolorosum (Motschulsky, 1850)
- B. doris (Panzer, 1796) – Groefkoppriemkever
- B. dormeyeri (Reitter, 1897)
- B. dorsale (Say, 1823)
- B. dostali (Kirschenhofer, 1984)
- B. dudichi (Csiki, 1928)
- B. dufourii (Perris, 1864)
- B. durangoense (Bates, 1891)
- B. duvali (Steinheil, 1869)
- B. dyscheres (Netolitzky, 1943)
- B. echarouxi (Toledano, 2000)
- B. echigonum (Habu & Baba, 1957)
- B. edwardsi (Basilewsky, 1953)
- B. egens (Casey, 1918)
- B. ehikoense (Habu, 1984)
- B. eichleri (Marggi; Wrase & C.Huber, 2002)
- B. ejusmodi (Landin, 1955)
- B. elatum (Andrewes, 1930)
- B. elbursicum (Netolitzky, 1939)
- B. eleonorae (Bonavita & Vigna Taglianti, 1993)
- B. elevatum (Motschulsky, 1844)
- B. ellipticocurtum (Netolitzky, 1935)
- B. endymion (Andrewes, 1935)
- B. engelhardti (Hensen-Haarup, 1910)
- B. ephippiger (LeConte, 1852)
- B. ephippium (Marsham, 1802) – Gele kwelderpriemkever
- B. epistomale (Jeannel, 1962)
- B. equatoriale (Vandyke, 1953)
- B. eques (Sturm, 1825)
- B. erasum (LeConte, 1859)
- B. eregliense (Jedlička, 1961)
- B. errans (Blackburn, 1888)
- B. erwini (Perrault, 1982)
- B. escherichi (Ganglbauer, 1897)
- B. espejoense (Perrault, 1988)
- B. eucheres (Netolitzky, 1943)
- B. eupages (Andrewes, 1934)
- B. eurydice (Andrewes, 1926)
- B. eurygonum (Bates, 1883)
- B. eutherum (Andrewes, 1923)
- B. evanescens (Wollaston, 1877)
- B. evidens (Casey, 1918)
- B. exornatum (Andrewes, 1930)
- B. exquisitum (Andrewes, 1923)
- B. facchinii (Toledano, 1998)
- B. falsum (Blaisdell, 1902)
- B. faraticolle (Jeanne, 1995)
- B. farkaci (Toledano & Sciaky, 1998)
- B. farrarae (Hatch, 1950)
- B. farsense (Marggi & Huber, 1999)
- B. fasciolatum (Duftschmid, 1812) – Roodveegpriemkever
- B. fassatii (Jedlička, 1951)
- B. fellmanni (Mannerheim, 1823)
- B. femoratum (Sturm, 1825) – Bleke priemkever
- B. ferghanicum (Muller-Motzfeld & Kryzhanovskij, 1983)
- B. festivum (Casey, 1918)
- B. fischeri (Solier, 1849)
- B. flavopictum (Casey, 1918)
- B. flavoposticatum (Jacquelin du Val, 1855)
- B. flohri (Bates, 1878)
- B. fluviatile (Dejean, 1831) – Rivierpriemkever
- B. foraminosum (Sturm, 1825)
- B. fortestriatum (Motschulsky, 1845)
- B. fortunatum (Wollaston, 1871)
- B. fossor (Wollaston, 1877)
- B. foveatum (W.J.Macleay, 1871)
- B. foveolatum (Dejean, 1831)
- B. foveum (Motschulsky, 1844)
- B. franiae (Erwin, 1982)
- B. franzi (Fassati, 1957)
- B. fraxator (Ménétries, 1832)
- B. friebi (Netolitzky, 1914)
- B. frontale (LeConte, 1848)
- B. fuchsii (Blaisdell, 1902)
- B. fugax (LeConte, 1848)
- B. fujiyamai (Habu, 1958)
- B. fulbocinctum (Bates, 1891)
- B. fulgens (Sharp, 1903)
- B. fuliginosum (Netolitzky, 1914)
- B. fulvipenne (Schuler, 1959)
- B. fulvipes (Sturm, 1827)
- B. fumatum (Motschulsky, 1850)
- B. fumigatum (Duftschmid, 1812) – Berookte priemkever
- B. fusiforme (Netolitzky, 1914)
- B. gabrielum (Bonniard De Saludo, 1970)
- B. gagates (Andrewes, 1924)
- B. gagneorum (Liebherr, 2008)
- B. galapagoense (G.R.Waterhouse, 1845)
- B. gansuense (Jedlička, 1965)
- B. gassneri (Netolitzky, 1922)
- B. gautieri (Netolitzky, 1921)
- B. gazella (Antoine, 1925)
- B. geberti (Marggi, 2011)
- B. gebieni (Netolitzky, 1928)
- B. gebleri (Gebler, 1833)
- B. gemmulipennis (Wollaston, 1877)
- B. genei (Kuster, 1847)
- B. geniculatum (Heer, 1837)
- B. georgeballi (Toledano, 2008)
- B. georgettae (Perrault, 1982)
- B. gerdmuelleri (Toledano, 2010)
- B. germainianum (Toledano, 2002)
- B. gersdorfi (Fassati, 1957)
- B. ghilarovi (Mikhailov, 1988)
- B. giganteum (J.R. Sahlberg, 1900)
- B. gilgit (Andrewes, 1935)
- B. gilvipes (Sturm, 1825) – Geelpootpriemkever
- B. glabrum (Motschulsky, 1850)
- B. glaciale (Heer, 1837)
- B. glasunovi (Mikhailov, 1988)
- B. gobiense (Jedlička, 1964)
- B. goetzi (Jedlička, 1965)
- B. golem (Toledano & Schmidt, 2008)
- B. gordoni (Lindroth, 1963)
- B. gotoense (Habu, 1973)
- B. gotschii (Chaudoir, 1846)
- B. graciliforme (Hayward, 1897)
- B. grandiceps (Hayward, 1897)
- B. grandipenne (Schaum, 1862)
- B. granuliferum (Lindroth, 1976)
- B. graphicum (Casey, 1918)
- B. grapii (Gyllenhaal, 1827)
- B. gratiosum (Casey, 1918)
- B. grayanus (Wollaston, 1877)
- B. gredosanum (Jeanne, 1974)
- B. grisvardi (De Wailly, 1949)
- B. grosclauderi (Normand, 1940)
- B. grossepunctatum (Germain, 1906)
- B. guadarramense (Gautier des Cottes, 1866)
- B. guamani (Moret & Toledano, 2002)
- B. gudenzii (Neri, 1981)
- B. guttula (Fabricius, 1792) – Weidepriemkever
- B. guttulatum (Chaudoir, 1850)
- B. guttuloides (De Monte, 1953)
- B. guzzettii (Toledano, 2008)
- B. habui (Jedlička, 1965)
- B. hageni (Hayward, 1897)
- B. hajeki (Toledano & Schmidt, 2008)
- B. haleakalae (Liebherr, 2008)
- B. hamanense (Jedlička, 1933)
- B. hansi (Jedlička, 1932)
- B. haruspex (Casey, 1918)
- B. hastii (C.R. Sahlberg, 1827)
- B. hasurada (Andrewes, 1924)
- B. hauserianum (Netolitzky, 1918)
- B. havelkai (Fassati, 1955)
- B. hayachinense (Nakane, 1979)
- B. hebeicum (Toledano, 2008)
- B. heineri (Toledano, 2011)
- B. heinzi (Korge, 1971)
- B. heishuianum (Toledano, 2008)
- B. herbertfranzi (Toledano, 1998)
- B. hesperium (Fall, 1910)
- B. hesperum (Crotch, 1866)
- B. hetzeli (Toledano & Schmidt, 2008)
- B. heydeni (Ganglbauer, 1891)
- B. heyrovskyi (Jedlička, 1932)
- B. hiekei (Muller-Motzfeld, 1986)
- B. hikosanum (Habu & Ueno, 1955)
- B. himalayanum (Andrewes, 1924)
- B. hiogoense (Bates, 1873)
- B. hiranoi (Morita, 1996)
- B. hirmocaelum (Chaudoir, 1850)
- B. hirtipalposum (Landin, 1955)
- B. hispanicum (Dejean, 1831)
- B. hissaricum (Netolitzky, 1943)
- B. hoberlandti (Jedlička, 1951)
- B. hoberlandtianum (Fassati, 1959)
- B. hokitikense (Bates, 1878)
- B. holconotum (Andrewes, 1935)
- B. honestum (Say, 1823)
- B. horioni (Fassati, 1957)
- B. hornense (Jeannel, 1962)
- B. horni (Hayward, 1897)
- B. humboldtense (Blaisdell, 1902)
- B. humboldti (Moret & Toledano, 2002)
- B. humerale (Sturm, 1825) – Schoudervlekpriemkever
- B. hummleri (J. Muller, 1918)
- B. hustachei (Antoine, 1923)
- B. hyperboraeorum (Munster, 1923)
- B. hypocrita (Dejean, 1831)
- B. hysteron (Netolitzky, 1943)
- B. ibericum (Piochard de la Brulerie, 1868)
- B. icterodes (Alluaud, 1933)
- B. idoneum (Casey, 1918)
- B. idriae (Meschnigg, 1934)
- B. ignicola (Blackburn, 1879)
- B. igorot (Darlington, 1959)
- B. iliense (Iablokoff-Khnzorian, 1970)
- B. illigeri (Netolitzky, 1914) – Gladde viervlekpriemkever
- B. illuchi (Moret & Toledano, 2002)
- B. imereticum (Belousov & Sokolov, 1996)
- B. immaturum (Lindroth, 1954)
- B. immunis (Marsham, 1802)
- B. impotens (Casey, 1918)
- B. improvidens (Casey, 1924)
- B. inaense (Habu, 1956)
- B. inaequale (Say, 1823)
- B. incisum (Andrewes, 1921)
- B. incognitum (J. Muller, 1931)
- B. incommodum (Netolitzky, 1926)
- B. inconspicuum (Wollaston, 1864)
- B. inconstans (Solier, 1849)
- B. incrematum (LeConte, 1860)
- B. indistinctum (Dejean, 1831)
- B. infans (Andrewes, 1930)
- B. infuscatipenne (Netolitzky, 1938)
- B. infuscatum (Dejean, 1831)
- B. inoptatum (Schaum, 1857)
- B. insidiosum (Solsky, 1874)
- B. insulatum (LeConte, 1852)
- B. integrum (Casey, 1918)
- B. intermedium (Kirby, 1837)
- B. interventor (Lindroth, 1963)
- B. iphigenia (Netolitzky, 1931)
- B. iranicum (Jedlička, 1962)
- B. iricolor (Bedel, 1879) – Iriserende priemkever
- B. iridescens (LeConte, 1852)
- B. iridipenne (Bousquet & Webster, 2006)
- B. irregulare (Netolitzky, 1934)
- B. irroratum (Reitter, 1891)
- B. ispartanum (Netolitzky, 1930)
- B. israelita (Raviza, 1971)
- B. italicum (De Monte, 1943)
- B. ixtatan (Erwin, 1982)
- B. jacksoniense (Guérin-Méneville, 1830)
- B. jacobianum (Casey, 1918)
- B. jacobseni (Jensen-Haarup, 1910)
- B. jacobsoni (Mikhailov, 1988)
- B. jacqueti (Jeannel, 1941)
- B. jaechi (Toledano, 2000)
- B. jamaicense (Darlington, 1934)
- B. janatai (Toledano, 2008)
- B. jani (Toledano, 1998)
- B. japonicum (Jedlička, 1961)
- B. jaroslavi (Toledano & Schmidt, 2008)
- B. jeanneli (Alluaud, 1939)
- B. jeannelicum (Toledano, 2002)
- B. jedlickai (Fassati, 1945)
- B. jelineki (Toledano, 2009)
- B. jimburae (Moret & Toledano, 2002)
- B. jintangi (Toledano & Schmidt, 2008)
- B. joachimschmidti (Toledano, 2008)
- B. josephi (Bonavita, 2001)
- B. jucundum (G. Horn, 1895)
- B. judaicum (J.R. Sahlberg, 1908)
- B. julianum (De Monte, 1943)
- B. justinae (Meschnigg, 1947)
- B. kabakovi (Mikhailov, 1984)
- B. kaloprosopon (Toledano & Sciaky, 2004)
- B. kalumae (Lindroth, 1963)
- B. kamakou (Liebherr, 2008)
- B. kamikochii (Jedlička, 1965)
- B. kara (Andrewes, 1921)
- B. kareli (Toledano, 2008)
- B. karinae (Schmidt, 2009)
- B. karokhense (Marggi, 2003)
- B. karounense (Jedlička, 1959)
- B. kartalinicum (Lutshnik, 1938)
- B. kaschmirense (Netolitzky, 1920)
- B. kauaiense (Sharp, 1903)
- B. kazakhstanicum (Kryzhanovskij, 1979)
- B. kempi (Andrewes, 1922)
- B. kenyense (Alluaud, 1917)
- B. khanakense (Mikhailov, 1984)
- B. khuchuchani (Toledano, 2008)
- B. kilimanum (Alluaud, 1908)
- B. kimurai (Morita, 2008)
- B. kiritschenkoi (Mikhailov, 1984)
- B. kirschenhoferi (Muller-Motzfeld, 1988)
- B. kishimotoi (Morita, 1996)
- B. kivuanum (Basilewsky, 1951)
- B. klapperichi (Jedlička, 1953)
- B. klapperichianum (Fassati, 1957)
- B. kmecoi (Toledano & Nakladal, 2011)
- B. koebelei (Sharp, 1903)
- B. koikei (Habu & Baba, 1960)
- B. kolbei (C. Bruch)
- B. komareki (Fassati, 1955)
- B. kryzhanovskii (Mikhailov, 1988)
- B. kucerai (Toledano, 2008)
- B. kuesteri (Schaum, 1845)
- B. kuhitangi (Mikhailov & Belousov, 1991)
- B. kulzeri (Netolitzky, 1935)
- B. kunarense (Kirschenhofer, 1989)
- B. kuprianovii (Mannerheim, 1843)
- B. kurdistanicum (Netolitzky, 1920)
- B. kurram (Andrewes, 1935)
- B. kuscheli (Jeannel, 1962)
- B. lacrimans (Netolitzky, 1935)
- B. lacunarium (Zimmermann, 1869)
- B. lachnophoroides (Darlington, 1926)
- B. ladakense (Andrewes, 1924)
- B. ladas (Andrewes, 1924)
- B. laetum (Brulle, 1836)
- B. laevibase (Reitter, 1902)
- B. laevigatum (Say, 1830)
- B. laevipenne (G. Muller, 1918)
- B. lafertei (Jacquelin du Val, 1852)
- B. lais (Bedel, 1900)
- B. lamproides (Netolitzky, 1920)
- B. lampros (Herbst, 1784) – Glanspriemkever

- B. languens (Andrewes, 1935)
- B. lapponicum (Zetterstedt, 1828)
- B. lares (Toledano, 2008)
- B. latebricola (Casey, 1918)
- B. laterale (Samouelle, 1819)
- B. laticeps (LeConte, 1858)
- B. laticolle (Dufischmid, 1812)
- B. latinum (Netolitzky, 1911)
- B. latiplaga (Chaudoir, 1850)
- B. lavernae (Erwin, 1982)
- B. laxatum (Casey, 1918)
- B. leander (Andrewes, 1935)
- B. lecontei (Csiki, 1928)
- B. ledouxianum (Kirschenhofer, 1989)
- B. lenae (Csiki, 1928)
- B. leonense (Jeanne & Muller-Motzfeld, 1982)
- B. leonhardi (Netolitzky, 1909)
- B. leptaleum (Andrewes, 1922)
- B. leucolenum (Bates, 1873)
- B. leucoscelis (Chaudoir, 1850)
- B. leve (Andrewes, 1924)
- B. levettei (Casey, 1918)
- B. liangi (Toledano & Schmidt, 2008)
- B. liliputanum (J. Sahlberg, 1908)
- B. limatum (Andrewes, 1924)
- B. lindbergi (Schuler, 1959)
- B. lindrothellum (Erwin & Kavanaugh, 1981)
- B. liparum (Andrewes, 1935)
- B. lirykense (Reitter, 1908)
- B. lissonotoides (Kirschenhofer, 1989)
- B. lissonotum (Bates, 1873)
- B. litorale (Olivier, 1790) – Oeverpriemkever
- B. livens (Andrewes, 1930)
- B. lobanovi (Mikhailov, 1984)
- B. loeffleri (Jedlička, 1963)
- B. loefflerianum (Jedlička, 1963)
- B. lonae (Jensen-Haarup, 1910)
- B. longipenne (Putzeys, 1846)
- B. longipes (K. Daniel, 1902)
- B. longriba (Toledano & Schmidt, 2008)
- B. lorenzi (Toledano, 2002)
- B. loricatum (Andrewes, 1922)
- B. lorquinii (Chaudoir, 1868)
- B. loscondesi (Toledano, 2002)
- B. louisella (Maddison, 2008)
- B. lucifugum (Neri & Pavesi, 1989)
- B. lucillum (Bates, 1883)
- B. luculentum (Casey, 1918)
- B. lugubre (LeConte, 1857)
- B. luhuoense (Toledano, 1998)
- B. luisae (Toledano, 2000)
- B. lulinense (Habu, 1973)
- B. lummi (Erwin & Kavanaugh, 1981)
- B. lunatum (Duftschmid, 1812) – Grote maanvlekpriemkever
- B. luniferum (Andrewes, 1924)
- B. lunulatum (Geoffroy, 1785) – Kleine maanvlekpriemkever
- B. luridicorne (Solsky, 1874)
- B. lycicum (Jeanne, 1996)
- B. lysander (Andrewes, 1935)
- B. m-signatum (Jensen-Haarup, 1910)
- B. mackinderi (Alluaud, 1917)
- B. macrogonum (Bates, 1891)
- B. macropterum (J.R. Sahlberg, 1880)
- B. maculatum (Dejean, 1831)
- B. maculiferum (Gemminger & Harold, 1868)
- B. maddisoni (Toledano, 2000)
- B. maeklini (LeConte, 1863)
- B. magellense (Schauberger, 1922)
- B. magrinii (Toledano, 2011)
- B. mallmaense (Toledano, 2008)
- B. mandarin (Netolitzky, 1939)
- B. mandibulare (Solier, 1849)
- B. mandlianum (Fassati, 1957)
- B. manfredschmidi (Kirschenhofer, 1985)
- B. manicatum (Andrewes, 1935)
- B. mannerheimii (C.R. Sahlberg, 1827) – Moerasbospriemkever
- B. manningense (Lindroth, 1969)
- B. maorinum (Bates, 1867)
- B. marginatum (Solier, 1849)
- B. marginipenne (Solsky, 1874)
- B. marinianum (Casey, 1924)
- B. maritimum (Stephens, 1839) – Brakwaterpriemkever
- B. maroccanum (Antoine, 1923)
- B. martachemai (Toribio, 2002)
- B. marthae (Reitter, 1902)
- B. marussii (De Monte, 1956)
- B. massaicum (Antoine, 1962)
- B. mathani (Moret & Toledano, 2002)
- B. mckinleyi (Fall, 1926)
- B. megalops (Wollaston, 1877)
- B. melanopodum (Solier, 1849)
- B. mellissii (Wollaston, 1869)
- B. menander (Andrewes, 1935)
- B. mendocinum (Jensen-Haarup, 1910)
- B. menetriesii (Kolenati, 1845)
- B. mesasiaticum (Mikhailov, 1988)
- B. meschniggi (Netolitzky, 1943)
- B. mexicanum (Dejean, 1831)
- B. mikitjukovi (Mikhailov, 1997)
- B. mikyskai (Toledano & Schmidt, 2008)
- B. milleri (Jacquelin du Val, 1851) – Kleine leempriemkever
- B. mimekara (Toledano, 2010)
- B. mimus (Hayward, 1897)
- B. mingrelicum (Belousov & Sokolov, 1994)
- B. minimum (Fabricius, 1792) – Kwelderpriemkever
- B. minoum (Huber & Marggi, 1997)
- B. mirasoi (Jensen-Haarup, 1910)
- B. mirzayani (Morvan, 1973)
- B. misellum (Harold, 1877)
- B. miwai (Jedlička, 1946)
- B. mixtum (Schaum, 1863)
- B. modestum (Fabricius, 1801) – Roodbandpriemkever
- B. modocianum (Casey, 1924)
- B. molokaiense (Sharp, 1903)
- B. mondatum (Netolitzky, 1920)
- B. montanum (Rambur, 1838)
- B. montei (Fassati, 1959)
- B. monticola (Sturm, 1825) – Bergpriemkever
- B. morawitzi (Csiki, 1928)
- B. moreti (Toledano, 2008)
- B. moritai (Toledano, 2000)
- B. mormon (Hayward, 1897)
- B. morulum (LeConte, 1863)
- B. morvanianum (Muller-Motzfeld, 1986)
- B. motschulskyi (Csiki, 1928)
- B. motzfeldi (Belousov & Sokolov, 1994)
- B. moursyi (Abdel-Dayem, 1998)
- B. mucubaji (Perrault, 1988)
- B. muellermotzfeldi (Toledano, 2000)
- B. multipunctatum (Motschulsky, 1850)
- B. mundatum (Netolitzky, 1920)
- B. mundum (LeConte, 1852)
- B. munroi (Sharp, 1903)
- B. murrilloense (Toledano, 2008)
- B. mus (Netolitzky, 1931)
- B. musae (Broun, 1882)
- B. muscicola (Hayward, 1897)
- B. mutatum (Gemminger & Harold, 1868)
- B. nahuala (Erwin, 1982)
- B. narzikulovi (Kryzhanovskij, 1972)
- B. nebraskense (LeConte, 1863)
- B. negreanum (Toledano, 2002)
- B. negrei (Habu, 1958)
- B. nemrutdagi (Toledano & Rebl, 2006)
- B. neocoerulescens (Bousquet, 1993)
- B. neodelamarei (Toledano, 2008)
- B. neresheimeri (J. Muller, 1929)
- B. nerii (Toledano, 2008)
- B. netolitzkyanum (Schatzmayr, 1940)
- B. netolitzkyi (Krausse, 1910)
- B. nigricorne (Gyllenhaal, 1827) – Heidepriemkever
- B. nigripes (Kirby, 1837)
- B. nigritum (Solier, 1849)
- B. nigrivestis (Bousquet, 2006)
- B. nigrocoeruleum (Hayward, 1897)
- B. nigropiceum (Marsham, 1802)
- B. nigrum (Say, 1823)
- B. niloticum (Dejean, 1831)
- B. nipponicum (Habu & Ueno, 1955)
- B. nirasawai (Morita, 2008)
- B. nitidicolle (Bousquet, 2006)
- B. nitidum (Kirby, 1837)
- B. nivicola (Andrewes, 1929)
- B. nobile (Rottenberg, 1870)
- B. nogalesium (Casey, 1924)
- B. nonaginta (Toledano, 2008)
- B. normannum (Dejean, 1831) – Slanke kwelderpriemkever
- B. notatum (Andrewes, 1922)
- B. nubiculosum (Chaudoir, 1868)
- B. nubigena (Wollaston, 1877)
- B. nudipenne (Lindroth, 1963)
- B. nuncaestimatum (Netolitzky, 1939)
- B. obenbergeri (Lutshnik, 1928)
- B. oberthueri (Hayward, 1901)
- B. obliquulum (LeConte, 1859)
- B. obliquum (Sturm, 1825) – Donkere venpriemkever
- B. obliteratum (Solier, 1849)
- B. obscurellum (Motschulsky, 1845)
- B. obscuripenne (Blaisdell, 1902)
- B. obscuromaculatum (Motschulsky, 1859)
- B. obtusangulum (LeConte, 1863)
- B. obtusidens (Fall, 1922)
- B. obtusum (Audinet-Serville, 1821) – Akkerpriemkever
- B. occultator (Notman, 1919)
- B. octomaculatum (Goeze, 1777) – Achtvlekpriemkever
- B. ocylum (Jedlička, 1933)
- B. ochsi (Schuler, 1959)
- B. ohkurai (Morita, 1992)
- B. ohtsukai (Morita, 1996)
- B. olegleonidovici (Fassati, 1990)
- B. olemartini (Kirschanhofer, 1984)
- B. onorei (Moret & Toledano, 2002)
- B. operosum (Casey, 1918)
- B. oppressum (Casey, 1918)
- B. opulentum (Nietner, 1858)
- B. orbiferum (Bates, 1878)
- B. oregonense (Hatch, 1953)
- B. orinum (Andrewes, 1922)
- B. orregoi (Germain, 1906)
- B. osculans (Casey, 1918)
- B. ovale (Motschulsky, 1844)
- B. ovalipenne (Solsky, 1874)
- B. ovoideum (Marggi & Huber, 1999)
- B. ovulum (Netolitzky, 1910)
- B. oxapampa (Toledano, 2008)
- B. oxyglymma (Bates, 1883)
- B. ozarkense (Maddison & Hildebrandt, 2011)
- B. pacificum (Blackburn, 1878)
- B. paediscum (Bates, 1883)
- B. palosverdes (Kavanaugh & Erwin, 1992)
- B. pallideguttula (Jensen-Haarup, 1910)
- B. pallidicorne (J. Muller, 1921)
- B. pallidipenne (Illiger, 1801) – Duinpriemkever
- B. pallidiveste (Carret, 1905)
- B. pamiricola (Lutshnik, 1930)
- B. panda (Toledano, 2000)
- B. paracomplanatum (Nitzu, 1995)
- B. paraenulum (Maddison, 2009)
- B. paralongulum (Toledano, 2002)
- B. parallelipenne (Chaudoir, 1850)
- B. paratomarium (Liebherr, 2008)
- B. parconaturaviva (Toledano, 2010)
- B. parepum (Jedlička, 1933)
- B. parsorum (Natolitzky, 1934)
- B. parviceps (Bates, 1878)
- B. pascoense (Toledano, 2008)
- B. patruele (Dejean, 1831)
- B. paulinae (Moret & Toledano, 2002)
- B. paulinoi (Heyden, 1870)
- B. pavesii (Toledano & Schmidt, 2008)
- B. pedestre (Motschulsky, 1844)
- B. pedicellatum (LeConte, 1857)
- B. peleum (Jedlička, 1933)
- B. peliopterum (Chaudoir, 1850)
- B. penai (Toledano, 2002)
- B. penninum (Netolitzky, 1918)
- B. perbrevicolle (Casey, 1924)
- B. perditum (Netolitzky, 1920)
- B. perkinsi (Sharp, 1903)
- B. pernotum (Casey, 1918)
- B. perraulti (Moret & Toledano, 2002)
- B. persephone (Andrewes, 1926)
- B. persicum (Ménétries, 1832)
- B. persimile (A. Morawitz, 1862)
- B. perspicuum (LeConte, 1848)
- B. peruvianum (Brèthes, 1920)
- B. peterseni (Jensen-Haarup, 1910)
- B. petrimagni (Netolitzky, 1920)
- B. petrosum (Gebler, 1833)
- B. pfizenmayeri (Netolitzky, 1943)
- B. phaedrum (Andrewes, 1923)
- B. phoeniceum (Huber & Marggi, 1997)
- B. phriganobium (Belousov & Sokolov, 1996)
- B. piceocyaneum (Solsky, 1874)
- B. pieroi (Toledano, 2000)
- B. pierrei (Toledano, 2008)
- B. pilatei (Chaudoir, 1868)
- B. pimanum (Casey, 1918)
- B. pindicum (Apfelbeck, 1901)
- B. pinkeri (Netolitzky, 1935)
- B. placeranum (Casey, 1924)
- B. placitum (Bates, 1878)
- B. planatum (LeConte, 1848)
- B. planiusculum (Mannerheim, 1843)
- B. planum (Haldeman, 1843)
- B. platyderoides (Wollaston, 1877)
- B. platypterum (Solsky, 1874)
- B. pliculatum (Bates, 1883)
- B. plutenkoi (Toledano, 2008)
- B. pluto (Andrewes, 1924)
- B. poculare (Bates, 1884)
- B. pogonoides (Bates, 1883)
- B. pogonopsis (Alluaud, 1933)
- B. pokharense (Habu, 1973)
- B. poli (Toledano & Sciaky, 2004)
- B. polites (Andrewes, 1935)
- B. politum (Motschulsky, 1845)
- B. poppii (Netolitzky, 1914)
- B. portoricense (Darlington, 1939)
- B. posticale (Germain, 1906)
- B. postremum (Say, 1830)
- B. praecinctum (LeConte, 1879)
- B. praeustum (Dejean, 1831)
- B. prasinum (Duftschmid, 1812) – Platte priemkever
- B. praticola (Lindroth, 1963)
- B. properans (Stephens, 1828) – Puntglanspriemkever
- B. proportionale (Jensen-Haarup, 1910)
- B. proprium (Blackburn, 1888)
- B. proteron (Netolitzky, 1920)
- B. pseudocautum (Lindroth, 1963)
- B. pseudoconsumatum (Kirschenhofer, 1984)
- B. pseudocyaneum (Belousov & Sokolov, 1994)
- B. pseudoerasum (Lindroth, 1963)
- B. pseudokara (Toledano, 2010)
- B. pseudolucillum (Netolitzky, 1938)
- B. pseudosiebkei (Kirschenhofer, 1984)
- B. pseudovale (Toledano, 2008)
- B. psilodorum (Andrewes, 1933)
- B. psuchrum (Andrewes, 1922)
- B. punctatellum (Motschulsky, 1844)
- B. punctatostriatum (Say, 1823)
- B. punctigerum (Solier, 1849)
- B. punctulatum (Drapiez, 1821) – Gepuncteerde priemkever
- B. punctulipenne (Bates, 1878)
- B. purulha (Erwin, 1982)
- B. putzeysi (Csiki, 1928)
- B. pygmaeum (Fabricius, 1792)
- B. pyrenaeum (Dejean, 1831)
- B. pyxidum (Moret & Toledano, 2002)
- B. qinghaicum (Toledano, 1998)
- B. quadratulum (Notman, 1919)
- B. quadricolle (Motschulsky, 1844)
- B. quadrifossulatum (Schaum, 1862)
- B. quadrifoveolatum (Mannerheim, 1843)
- B. quadriimpressum (Motschulsky, 1860)
- B. quadrimaculatum (Linnaeus, 1761) – Viervlekpriemkever
- B. quadriplagiatum (Motschulsky, 1844)
- B. quadripustulatum (Audinet-Serville, 1821) – Grote vierpuntpriemkever
- B. quadrulum (LeConte, 1861)
- B. quailaicum (Kirschenhofer, 1984)
- B. quebrada (Toledano, 2008)
- B. quetzal (Erwin, 1982)
- B. radians (Andrewes, 1922)
- B. rapidum (LeConte, 1848)
- B. rapola (Toledano, 2008)
- B. rawlinsi (Moret & Toledano, 2002)
- B. rebeccae (Toledano, 1998)
- B. rebeccanum (Toledano, 2008)
- B. rebli (Toledano, 2008)
- B. rectangulum (Jacquelin du Val, 1852)
- B. recticolle (LeConte, 1863)
- B. regale (Andrewes, 1922)
- B. regismontium (Netolitzky, 1943)
- B. reichardti (Lutshnik, 1930)
- B. reiseri (Apfelbeck, 1902)
- B. relictum (Apfelbeck, 1904)
- B. renei (Toledano, 2002)
- B. renoanum (Casey, 1918)
- B. retipenne (J. Muller, 1918)
- B. rhaeticum (Heer, 1837)
- B. rhodopense (Apfelbeck, 1902)
- B. ricei (Maddison & Toledano, 2012)
- B. rickmersi (Reitter, 1898)
- B. richterianum (Muller-Motzfeld, 1988)
- B. rilong (Toledano & Schmidt, 2008)
- B. riobamba (Toledano, 2008)
- B. rionicum (Muller-Motzfeld, 1983)
- B. ripicola (L. Dufour, 1820)
- B. roberti (Toledano, 2000)
- B. roborovskii (Mikhailov, 1988)
- B. robusticolle (Hayward, 1897)
- B. rogersi (Bates, 1878)
- B. rolandi (Fall, 1922)
- B. roosevelti (Pic, 1902)
- B. rosslandicum (Lindroth, 1963)
- B. rothfelsi (Maddison, 2008)
- B. rotundicolle (Bates, 1874)
- B. rubidum (Andrewes, 1924)
- B. rubiginosum (LeConte, 1879)
- B. rucillum (Darlington, 1939)
- B. rude (Sharp, 1903)
- B. ruffoi (Toledano & Schmidt, 2008)
- B. ruficolle (Panzer, 1796) – Roodhalspriemkever
- B. rufimacula (J. Muller, 1918)
- B. rufinum (Lindroth, 1963)
- B. rufosuffusus (Wollaston, 1877)
- B. rufotibiellum (Fairmaire, 1888)
- B. rufotinctum (Chaudoir, 1868)
- B. rufum (Mikhailov, 1996)
- B. rugosellum (Jeannel, 1962)
- B. rusticum (Casey, 1918)
- B. ruthenum (Tschitscherine, 1895)
- B. ruwenzoricum (Alluaud, 1933)
- B. ryei (Jensen-Haarup, 1910)
- B. sajanum (Shilenkov, 1995)
- B. salebratum (LeConte, 1848)
- B. salinarium (Casey, 1918)
- B. sanandresi (Toledano, 2002)
- B. sanatum (Bates, 1883)
- B. sanctaemarthae (Darlington, 1934)
- B. sapporense (Jedlička, 1951)
- B. saragurense (Moret & Toledano, 2002)
- B. sarpedon (Casey, 1918)
- B. satanas (Andrewes, 1924)
- B. satellites (Bates, 1884)
- B. satoi (Morita, 1993)
- B. saxatile (Gyllenhaal, 1827)
- B. scapulare (Dejean, 1831)
- B. scenicum (Casey, 1918)
- B. sciakyi (Toledano, 1999)
- B. scitulum (Erichson, 1834)
- B. scopulinum (Kirby, 1837)
- B. scotti (Netolitzky, 1931)
- B. scudderi (LeConte, 1878)
- B. sculpturatum (Motschulsky, 1859)
- B. scyticum (K. Daniel, 1902)
- B. schermanni (Kirschenhofer, 1985)
- B. schillhammeri (Toledano, 1998)
- B. schmidti (Wollaston, 1854)
- B. schoedli (Toledano, 2005)
- B. schoenmanni (Toledano, 2000)
- B. schuelkei (Toledano, 2000)
- B. schueppelii (Dejean, 1831)
- B. seijii (Toledano, 2009)
- B. semenovi (Lindroth, 1965)
- B. semibraccatum (Netolitzky, 1911)
- B. semicinctum (Notman, 1919)
- B. semifasciatum (Say, 1830)
- B. semiferrugineum (Kirschenhofer, 1984)
- B. semilotum (Netolitzky, 1911)
- B. semilunium (Netolitzky, 1914)
- B. seminskiense (Shilenkov, 1990)
- B. semiopacum (Casey, 1924)
- B. semipunctatum (Donovan, 1806) – Kleipriemkever
- B. semistriatum (Haldeman, 1843)
- B. sengleti (Toledano & Marggi, 2007)
- B. sequoiae (Lindroth, 1963)
- B. seriatum (Motschulsky, 1844)
- B. serpentinum (Landin, 1955)
- B. servillei (Solier, 1849)
- B. sevanense (Belousov, 1990)
- B. sexfoveatum (Germain, 1906)
- B. shikokuense (Morita, 1996)
- B. shilenkovi (Morita, 1989)
- B. shimoyamai (Habu, 1978)
- B. shugela (Toledano, 2000)
- B. shunichii (Habu, 1973)
- B. sibiricum (Dejean, 1831)
- B. siculum (Dejean, 1831)
- B. sierricola (Casey, 1924)
- B. signatipenne (Jacquelin du Val, 1852)
- B. silvicola (Jeannel, 1962)
- B. sillemi (Netolitzky, 1935)
- B. simienense (Basilewsky, 1957)
- B. simplex (Hayward, 1897)
- B. sirinae (Moret & Toledano, 2002)
- B. siticum (Casey, 1918)
- B. sjoelanderi (Jedlička, 1965)
- B. sjoestedti (Alluaud, 1926)
- B. skoraszewskyi (Korge, 1971)
- B. smaragdinum (Sharp, 1903)
- B. smetanai (Toledano & Schmidt, 2008)
- B. smirnovi (Kryzhanovskij, 1979)
- B. soederbomi (Jedlička, 1965)
- B. sogdianum (Belousov & Mikhailov, 1990)
- B. sokolowskii (Fassati, 1957)
- B. solanum (Jedlička, 1965)
- B. solieri (Gemminger & Harold, 1868)
- B. solitarium (Lindroth, 1976)
- B. solskyi (Netolitzky, 1934)
- B. sordidum (Kirby, 1837)
- B. sparsum (Bates, 1882)
- B. speciense (Jedlička, 1932)
- B. spectans (Jedlička, 1933)
- B. sperans (Netolitzky, 1931)
- B. sphaeroderum (Bates, 1882)
- B. sphaeruliferum (Bates, 1891)
- B. spinolai (Solier, 1849)
- B. splendens (Andrewes, 1923)
- B. splendidum (Sturm, 1825)
- B. sporadicum (J.R. Sahlberg, 1903)
- B. spretum (Dejean, 1831)
- B. spurcum (Blackburn, 1881)
- B. staneki (Maran, 1932)
- B. starkii (Schaum, 1860)
- B. steinbuehleri (Ganglbauer, 1891)
- B. steini (Netolitzky, 1914)
- B. stenoderum (Bates, 1873)
- B. stephensii (Crotch, 1866) – Grote leempriemkever
- B. sterbai (Jedlička, 1965)
- B. stewartense (Lindroth, 1976)
- B. stillaguamish (Hatch, 1950)
- B. stolfai (J. Muller, 1943)
- B. straussi (Netolitzky, 1910)
- B. striaticeps (Andrewes, 1935)
- B. striatum (Fabricius, 1792) – Gestreepte priemkever
- B. stricticolle (Germain, 1906)
- B. strictum (Schuler, 1962)
- B. subaerarium (Casey, 1924)
- B. subapterum (Darlington, 1934)
- B. subcostatum (Motschulsky, 1850)
- B. subcylindricum (Reitter, 1892)
- B. subfasciatum (Chaudoir, 1850)
- B. subflavescens (Antoine, 1944)
- B. subfusum (Darlington, 1959)
- B. subimpressum (Kirschenhofer, 1989)
- B. sublimbatus (Wollaston, 1877)
- B. submaculatum (Bates, 1878)
- B. submutatum (Netolitzky, 1911)
- B. subplagiatum (J.R. Sahlberg, 1908)
- B. suensoni (Kirschenhofer, 1984)
- B. sulcicolle (J.R. Sahlberg, 1880)
- B. sulcipenne (J.R. Sahlberg, 1880)
- B. sulfurarium (Moret & Toledano, 2002)
- B. suturale (Motschulsky, 1850)
- B. tabellatum (Wollaston, 1854)
- B. taguense (Toledano, 2000)
- B. tairuense (Bates, 1878)
- B. taiwanum (Netolitzky, 1939)
- B. taiyuanense (Kirschenhofer, 1984)
- B. takasagonis (Habu, 1973)
- B. tambra (Andrewes, 1923)
- B. tauricum (J. Muller, 1918)
- B. tekapoense (Broun, 1886)
- B. tenellum (Erichson, 1837) – Tengere kwelderpriemkever
- B. teradai (Toledano, 2009)
- B. teres (Blackburn, 1881)
- B. terminale (Heer, 1841)
- B. tesselatum (Brulle, 1843)
- B. testaceum (Duftschmid, 1812) – Roodbruine priemkever
- B. tethys (Netolitzky, 1926)
- B. tetracolum (Say, 1823) – Gewone viervlekpriemkever
- B. tetragrammum (Chaudoir, 1846)
- B. tetraporum (Bates, 1883)
- B. tetrasemum (Chaudoir, 1846)
- B. tibiale (Duftschmid, 1812) – Beekpriemkever
- B. tigrinum (LeConte, 1879)
- B. timidum (LeConte, 1848)
- B. tinctum (Zetterstedt, 1828)
- B. tizianoi (Marggi & Huber, 1999)
- B. tolbonuri (Muller-Motzfeld, 1984)
- B. toledanoi (Schmidt, 2004)
- B. topali (Negre, 1973)
- B. torosiense (Jedlička, 1961)
- B. torosum (Marggi & Huber, 1999)
- B. townsendi (Lindroth, 1976)
- B. trabzonicum (Belousov & Sokolov, 1994)
- B. trajectum (Netolitzky, 1939)
- B. transcaucasicum (Lutshnik, 1938)
- B. transparens (Gebler, 1829)
- B. transsylvanicum (Bielz, 1852)
- B. transversale (Dejean, 1831)
- B. transversum (J. Muller, 1918)
- B. trebinjense (Apfelbeck, 1899)
- B. trechiforme (LeConte, 1852)
- B. trechoides (Wollaston, 1877)
- B. triviale (Casey, 1918)
- B. tropicale (Bruneau De Mire, 1952)
- B. tropicum (Chaudoir, 1876)
- B. tunuyanense (Jensen-Haarup, 1910)
- B. turcicum (Gemminger & Harold, 1868)
- B. turnai (Toledano, 1998)
- B. turquinum (Darlington, 1937)
- B. uenoianum (Morita, 1996)
- B. ugartei (Toledano, 2002)
- B. ulkei (Lindroth, 1963)
- B. umbratum (LeConte, 1848)
- B. umeayi (Habu, 1959)
- B. umeyai (Habu, 1959)
- B. umi (Sasakawa, 2007)
- B. umiatense (Lindroth, 1963)
- B. unifasciatum (Bonniard De Saludo, 1970)
- B. urewerense (Lindroth, 1976)
- B. uruguayense (Csiki, 1928)
- B. ustum (Quensel, 1806)
- B. utahense (Vandyke, 1925)
- B. vaillanti (Schuler, 1956)
- B. validum (Netolitzky, 1920)
- B. vandykei (Blaisdell, 1902)
- B. varicolor (Fabricius, 1803)
- B. variegatum (Say, 1823)
- B. variola (Netolitzky, 1910)
- B. variolatum (Mikhailov, 1983)
- B. varium (Olivier, 1795) – Gevlekte kwelderpriemkever
- B. velox (Linnaeus, 1761) – Snelle priemkever
- B. veneriatum (Normand, 1946)
- B. vernale (Bates, 1882)
- B. versicolor (LeConte, 1848)
- B. versutum (LeConte, 1878)
- B. vespertinum (Casey, 1918)
- B. viator (Casey, 1918)
- B. vicinum (Lucas, 1846)
- B. viduum (Netolitzky, 1910)
- B. vignai (Moret & Toledano, 2002)
- B. vile (LeConte, 1852)
- B. villagomesi (Moret & Toledano, 2002)
- B. virens (Gyllenhaal, 1827)
- B. viridicolle (Laferte-Senectere, 1841)
- B. vitalisi (Andrewes, 1921)
- B. vitiosum (Gemminger & Harold, 1868)
- B. vividum (Casey, 1884)
- B. vodozi (Sainte-Claire Deville, 1906)
- B. vseteckai (Maran, 1936)
- B. vulcanium (Darlington, 1934)
- B. vulpecula (Casey, 1918)
- B. waialeale (Liebherr, 2008)
- B. walterrossii (Toledano, 2008)
- B. wanakense (Lindroth, 1976)
- B. wardi (Toledano, 2008)
- B. wataichanense (Kirschenhofer, 1984)
- B. watanabei (Morita, 2003)
- B. waziristanum (Andrewes, 1932)
- B. weiratherianum (Netolitzky, 1932)
- B. whymperi (Moret & Toledano, 2002)
- B. wickhami (Hayward, 1897)
- B. wittmeri (Basilewsky, 1979)
- B. wolfgangi (Toledano, 2008)
- B. wollastoni (Basilewsky, 1972)
- B. wraseanum (Toledano, 1998)
- B. wrzecionkoi (Toledano & Schmidt, 2008)
- B. xanthacrum (Chaudoir, 1850)
- B. xanthocerum (Bates, 1883)
- B. xanthochiton (Andrewes, 1922)
- B. xanthoxanthum (Netolitzky, 1939)
- B. xestum (Andrewes, 1923)
- B. yoshikawai (Morita, 1996)
- B. youngi (Moret & Toledano, 2002)
- B. yuae (Toledano, 2008)
- B. yukonum (Fall, 1926)
- B. yunnanum (Andrewes, 1923)
- B. zagrosense (Morvan, 1972)
- B. zaitzevi (Lutshnik, 1938)
- B. zanettii (Toledano, 2008)
- B. zephyrum (Fall, 1910)
- B. zierisi (Toledano, 2008)
- B. zlotini (Mikhailov, 1996)
- B. zolotarewi (Reitter, 1910)